# Amtmannscherfer Siefen
Der Amtmannscherfer Siefen ist ein gut ein Kilometer langer, südlicher und orografisch linker Zufluss des Scherfbachs und gehört zum Flusssystem der Dhünn, einem Nebenfluss der Wupper.

## Geographie

### Verlauf
Der Amtmannscherfer Siefen entspringt auf einer Höhe von 160 m ü. NHN in einem Nadelwald knapp vierhundert Meter nordwestlich des Oberodenthaler Wohnplatzes Straßen.
Der Bach fließt zunächst in nördlicher und dann nordnordöstlicher Richtung durch ein bewaldetes Kerbtal. Er verlässt nun den Wald und zieht dann parallel zum nur etwa dreißig Meter weiter östlich verlaufenden Käsbach in fast nördlicher Richtung durch Grünland.
Er erreicht nun den Gutshof Amtmannscherf, fließt an dessen östlicher Seite entlang und mündet schließlich auf einer Höhe von etwa 105 m von links in den aus dem Nordwesten heranziehenden Scherfbach.
Seine Mündung liegt etwa hundert Meter unterhalb der Mündung des Käsbachs auf der gleiche Seite und etwa zweihundert Meter oberhalb der Einmündung des Hohlensberger Siefen auf der anderen Seite des Scherfbachs.

### Einzugsgebiet
Das gut einen Quadratkilometer große Einzugsgebiet liegt im Naturraum Bechener Hochfläche und wird über den Scherfbach, die Dhünn, die Wupper und den Rhein in die Nordsee entwässert.
Es wird
- im Westen durch den Scherfbach Zufluss Käsbach
- im Süden und Osten durch den Hambach, der auch ein Scherfbach Zufluss ist

begrenzt.
Im Einzugsbereich wird durch z. T. kalkige Ton- und Schluff- und Sandsteine der Givetstufe des Mitteldevons geprägt. An Bodentypen dominieren tonig-schluffige Pseudogley-Braunerden mit teilweise hoher nutzbarer Feldkapazität.
Das Gebiet ist im südöstlichen Bereich zum größten Teil bewaldet, während im nördlichen und westlichen Bereich sich Felder und Weisen abwechseln.
Die einzige Siedlung ist der heute als Reiterhof genutzte Wohnplatz Amtmannscherf.

### Flusssystem Scherfbach
- Fließgewässer im Flusssystem Scherfbach

## Naturschutzgebiet
- Der Amtmannscherfer Siefen hat Teil am Naturschutzgebiet Käsbachtal